# Bakaláři (informační systém)
Bakaláři je školský webový informační systém přístupný přes internet studentům, rodičům studentů a učitelům. Je určen k zasílání informací a slouží zejména pro celkovou administrativu všech studentů. První vysvědčení byla programem napsána v roce 1988 (pomocí počítače IQ 151 a minigrafu). Systém vytvořili učitelé Gymnázia v Pardubicích (RNDr. Milan Sourada a RNDr. Libor Jelínek). Do vývoje zapojili své studenty, s nimiž později založili firmu BAKALÁŘI software s.r.o. Podporuje provoz ve školní síti, cloudové anebo hybridní řešení.
Jedná se o nejrozšířenější školní informační systém v České republice. Je používán přes 50 % všech škol v České republice (tj. přes 3 200) a má přes milion uživatelů (2020).

## Moduly informačního systému

### Administrativní moduly
- Modul Evidence obsahuje osobní data žáků, průběžnou a pololetní klasifikaci a možnost tisku vysvědčení. Tisk vysvědčení je připraven pro většinu používaných šablon (SEVT, OPTYS) s možností dalších úprav.
- Modul Bakalář řeší databáze s libovolnou strukturou. Obsahuje předdefinované struktury pro přijímací zkoušky, zápis do 1. ročníku, inventarizaci, knihovnu, rozpočet školy, evidenci školských organizací a další.[2] Přijímací zkoušky, zápis do 1. ročníku evidenci uchazečů, umožňuje zadat libovolná kritéria pro přijetí, tisk pozvánek, výsledkových listin a rozhodnutí o přijetí a nepřijetí. Inventarizace je evidenční program pro evidenci majetku. Obsahuje tiskové výstupy jako inventury, seznamy dle místností atd. S firmou ICS podporuje provádění inventury majetku čtečkami čárových kódů. Knihovna obsahuje evidenci knih s možností načíst údaje o knižních titulech z Národní knihovny České republiky a výpůjční systém s propojeném na žáky a zaměstnance školy. Rozpočet školy eviduje příjmy a výdaje školy. Evidence školských organizací a vzdělávacích akcí je modul pro školské úřady, podporuje přenos dat mezi nimi a školami.
- Modul Rozvrh pomáhá tvořit rozvrhy, hlídá kolize hodin, hledá možné výměny a přesuny hodin. Podporuje dělení třídy na jednotlivé skupiny a rozvrhy ve více týdenních cyklech.
- Modul Suplování navazuje na moduly Plán akcí a Rozpis maturit. Z těchto modulů načítá údaje o učitelích a třídách. Nabízí vhodné učitele pro zastupovaní, spojování, vyměňování a přesouvání hodin.
- Modul Plán akcí podporuje zadávání veškerých akcí školy (kulturní, sportovní, exkurze, projekty apod.).
- Z modulu Evidence se načtou seznamy učitelů, studentů maturitních tříd a maturitních předmětů. Modul pak pomůže rozvrhnout maturující třídy do jednotlivých týdnů a sestavit rozvrh maturit.
- Modul Třídní kniha umožňuje zápis jednotlivých hodin, zadávání čísla a téma hodiny a poznámky. Dále zadávání nepřítomnosti žáků v hodinách, omlouvání absence třídním učitelem a možnost tisku v podobě původní třídní knihy. Modul podporuje napojení na docházkový přístupový systém školy, který sleduje, zda se žák dostavil do školy včas.
- Modul Tematické plány usnadňuje vytváření tematických plánů předmětů. Obsahuje předdefinované plány pro základní školy a pro gymnázia, které lze upravovat.
- Modul Webová aplikace, internetová žákovská zpřístupňuje studentům a rodičům studentů informace o průběžné a pololetní klasifikaci, průběžné docházce studentů, osobní rozvrh studenta a změny v něm, plán akcí, domácí úkoly, výchovná opatření, ankety a komunikační systém školy. Webová aplikace, internetová žákovská může být zpřístupněna pomocí webového rozhraní, aplikace pro Android a aplikace pro iOS.
- Modul Přijímací zkoušky, Veškerou evidenci uchazečů o studium a průběh přijímacího řízení řeší modul Přijímací zkoušky, který je díky svému nastavení ideální i pro zápisy do 1. ročníků. Umožňuje zadat libovolná kritéria pro přijetí ke studiu i pro tisk pozvánek, výsledkových listin i rozhodnutí o přijetí.

### Komunikační modul
Modul Komens umožňuje komunikaci mezi ředitelstvím, učiteli, rodiči a studenty. Dále podporuje možnost nástěnky, poznámky k učitelů k hodnocení žáků a omluvenky od rodičů